# New Hampshire Army National Guard
La New Hampshire Army National Guard è una componente della Riserva militare della New Hampshire National Guard, inquadrata sotto la U.S. National Guard. Il suo quartier generale è situato presso la città di Concord.

## Organizzazione
Attualmente, al 2024, sono attivi i seguenti reparti :

### Joint Forces Headquarters
- JFHQ-NH ArNG Staff Element
- JFHQ, Army Element
- Medical Detachment - Concord
- Recruiting & Retention Command (-) - Strafford
  - Detachment 1 - Concord
- 12th Civil Support Team (WMD) - Concord

### 54th Troop Command
- Headquarters & Headquarters Company - Pembroke
- 39th Army Band - Manchester
- 1986th Contingency Contracting Team - Concord
- 114th Public Affairs Detachment - Pembroke
- 603rd Public Affairs Detachment - Pembroke
- Detachment 1, 136th Cyber Security Company - Concord
- Detachment 2, 160th Engineer Company - Strafford
- Detachment 2, HSC, 42nd Infantry Division - Concord
- 913th Trial Defense Team - Concord
- 941st Military Police Battalion
  - Headquarters & Headquarters Detachment - Concord
  -  237th Military Police Company (-) - Concord
    - Detachment 1 - Lebanon
- Company C, 3rd Battalion, 172nd Infantry Regiment (Mountain), 86th Infantry Brigade Combat Team, Vermont Army National Guard - Milford
  - Detachment 2, HHC, 3rd Battalion, 172nd Infantry Regiment (Mountain) - Milford
  - Detachment 2, Company G (Forward Support), 186th Brigade Support Battalion - Milford
- Aviation Support Facility #1 - Concord Municipal Airport
- Company A (CAC), 1st Battalion, 169th Aviation Regiment (General Support) - Concord MAP - Equipaggiato con 8 UH-60L 
  - Detachment 4, HHC,  1st Battalion, 169th Aviation Regiment (General Support) - Concord MAP
  - Detachment 1, Company D,  1st Battalion, 169th Aviation Regiment (General Support) - Concord MAP
  - Detachment 1, Company E,  1st Battalion, 169th Aviation Regiment (General Support) - Concord MAP
- Company C (-) (MEDEVAC), 3rd Battalion, 238th Aviation Regiment (General Support) - Concord MAP - Equipaggiato con 4 UH-60L 
  - Detachment 3, Company D, 3rd Battalion, 238th Aviation Regiment (General Support) - Concord MAP
  - Detachment 3, Company E, 3rd Battalion, 238th Aviation Regiment (General Support) - Concord MAP
- Detachment 18, Operational Support Airlift Command - Concord MAP - Equipaggiato con 1 C-12T

### 197th Field Artillery Brigade
- Headquarters & Headquarters Battery - Manchester
- 372nd Signal Network Company - Manchester
- 3643rd Brigade Support Battalion
  -  Headquarters & Service Company (-) -Portsmouth
    - Detachment 1 - Somersworth
    - Detachment 1 - Rochester
- 3rd Battalion, 197th Field Artillery Regiment (HIMARS)
  -  Headquarters & Headquarters Battery - Plymouth
    - Detachment 1 - Franklin

  -  Battery A - Littleton
  -  Battery B - Nashua
  -  744th Forward Support Company (-)  - Hillsborough
    - Detachment 1 - Littleton
- 1st Battalion, 103rd Field Artillery Regiment (M-777A2) - Rhode Island Army National Guard
  -  Battery C - Rochester
    - Detachment 1, 1207th Forward Support Company - Rochester
- 1st Battalion, 182nd Field Artillery Regiment (HIMARS) - Michigan Army National Guard
- 1st Battalion, 201st Field Artillery Regiment (PALADIN) - West Virginia Army National Guard

### 195th Regiment, Regional Training Institute
- Headquarters & Headquarters Company - Pembroke
- 1st Battalion - Pembroke